# Hans-Olof Hansson
Hans-Olof Hansson, född den 8 juli 1936 i Göteborg, är en svensk präst.
Hansson avlade teologie kandidatexamen vid Lunds universitet 1958. Efter prästvigningen 1959 blev han domkyrkoadjunkt i Göteborg 1960 samt komminister i Annedal 1966 och i Askim 1971. Hansson avlade teologie licentiatexamen vid Uppsala universitet 1992. Han var kyrkoherde i Sävedalen 1974–1994, kontraktsprost i Fässbergs kontrakt 1975–1994 och domprost i Göteborg 1994–2001.
Hansson var extra ordinarie hovpredikant 1988–2021. Han var ledamot av kyrkomötet 1983–2001, av Svenska kyrkans överklagandenämnd 2002–2005, av stiftsfullmäktige i Göteborgs stift 1989–1994, vice ordförande i stiftsstyrelsen 1989–1994 och preses vid prästmötet i Göteborgs stift 1994. 
Bland Hanssons skrifter märks Rusta församlingen (1985), Lekfolkets roll (licentiatuppsats 1992) och Kyrkans folk – uppdrag och ansvar (prästmötesavhandling 1994). Som ordförande för Göteborgs småkyrkofond gav han 2016 till fondens 70-årsjubileum ut boken "Småkyrkorörelsen i Göteborg 70 år". Som ordförande i Kyrkosångens Vänner i Göteborgs stift beskrev han 2022 dess historia i Göteborgs stiftshistoriska Sällskaps skriftserie nr 14.